# Liste der Umweltminister von Schleswig-Holstein
Dieser Artikel enthält eine Liste der Umweltminister von Schleswig-Holstein.

## Umweltminister Schleswig-Holstein (seit 1988)
| Name                                                                         | Amtsantritt                                      | Kabinett                                         | Partei                                           |
| Minister für Natur, Umwelt und Landesentwicklung                             | Minister für Natur, Umwelt und Landesentwicklung | Minister für Natur, Umwelt und Landesentwicklung | Minister für Natur, Umwelt und Landesentwicklung |
| ---------------------------------------------------------------------------- | ------------------------------------------------ | ------------------------------------------------ | ------------------------------------------------ |
| Berndt Heydemann                                                             | 31. Mai 1988 5. Mai 1992                         | Engholm I Engholm II                             | parteilos                                        |
| Minister für Natur und Umwelt                                                |                                                  |                                                  |                                                  |
| Berndt Heydemann                                                             | 19. Mai 1993                                     | Simonis I                                        | parteilos                                        |
| Hans Wiesen (kommissarisch)                                                  | 1. Januar 1994                                   | Simonis I                                        | SPD                                              |
| Edda Müller                                                                  | 5. März 1998                                     | Simonis I                                        | SPD                                              |
| Minister für Natur, Umwelt und Forsten                                       |                                                  |                                                  |                                                  |
| Rainder Steenblock                                                           | 22. Mai 1996                                     | Simonis II                                       | Grüne                                            |
| Minister für Umwelt, Natur und Forsten                                       |                                                  |                                                  |                                                  |
| Klaus Müller                                                                 | 28. März 2000                                    | Simonis III                                      | Grüne                                            |
| Minister für Umwelt, Naturschutz und Landwirtschaft                          |                                                  |                                                  |                                                  |
| Klaus Müller                                                                 | 1. März 2003                                     | Simonis III                                      | Grüne                                            |
| Minister für Landwirtschaft, Umwelt und ländliche Räume                      |                                                  |                                                  |                                                  |
| Christian von Boetticher                                                     | 27. April 2005                                   | Carstensen I                                     | CDU                                              |
| Juliane Rumpf                                                                | 27. Oktober 2009                                 | Carstensen II                                    | CDU                                              |
| Minister für Energiewende, Landwirtschaft, Umwelt und ländliche Räume        |                                                  |                                                  |                                                  |
| Robert Habeck                                                                | 12. Juni 2012                                    | Albig                                            | Grüne                                            |
| Minister für Energiewende, Landwirtschaft, Umwelt, Natur und Digitalisierung |                                                  |                                                  |                                                  |
| Robert Habeck                                                                | 28. Juni 2017                                    | Günther I                                        | Grüne                                            |
| Jan Philipp Albrecht                                                         | 1. September 2018                                | Günther I                                        | Grüne                                            |
| Monika Heinold (kommissarisch)                                               | 2. Juni 2022                                     | Günther I                                        | Grüne                                            |
| Minister für Energiewende, Klimaschutz, Umwelt und Natur                     |                                                  |                                                  |                                                  |
| Tobias Goldschmidt                                                           | 29. Juni 2022                                    | Günther II                                       | Grüne                                            |